# 黄果悬钩子
黄果悬钩子（学名：Rubus xanthocarpus）为蔷薇科悬钩子属的植物，为中国的特有植物。分布于中国大陆的甘肃、陕西、四川、安徽等地，生长于海拔600米至3,200米的地区，多生在山坡路旁、林缘、林中及山沟石砾滩地，目前尚未由人工引种栽培。